# الجزائر جزائرية
قالب:المصدر MRG
الجزائر جزائرية (بالفرنسية: L'Algérie algérienne)، مصطلح سياسي نادى به الجنرال شارل ديغول وكان يهدف من ورائه إلى تهميش جبهة التحرير الوطني والعمل على تكوين جزائر بدونها. وهذا ما سعى إليه مع بداية جويلية 1960م، حيث قام بتأليف لجنة مكونة من 120 شخص من مجلس الشيوخ والبرلمان, وكذلك المجالس الإقليمية والغرف التجارية والفلاحية ورؤساء البلديات وبعض المستشارين.
وقد تشكلت لهذا الغرض أربع لجان، هي:
- اللجنة الأولى : مكلفة بالإصلاح الزراعي وتطبيق الجزء المتعلق بالزراعة من مشروع قسنطينة.
- اللجنة الثانية: مكلفة بالإصلاح المالي محلياً.
- اللجنة الثالثة : مكلفة بالإصلاح الإداري وتنظيم خلاياه الرئيسية.
- اللجنة الرابعة : مكلفة بدراسة الوسائل المساعدة على خلق مجموعات طائفية وعرقية تكون تمهيداً لتقسيم الجزائر مستقبلاً.

## وصلات خارجية
- لا ماتان دالجيري : جريدة الصباح الجزائري - نص بالفرنسية